# BMW 2er Gran Coupé
Der BMW 2er Gran Coupé ist eine Limousine der Kompaktklasse von BMW auf Basis der BMW-UKL2-Plattform. Die erste Generation wurde am 16. Oktober 2019 vorgestellt. Genau fünf Jahre später präsentierte BMW die zweite Generation.

## Baureihen im Überblick

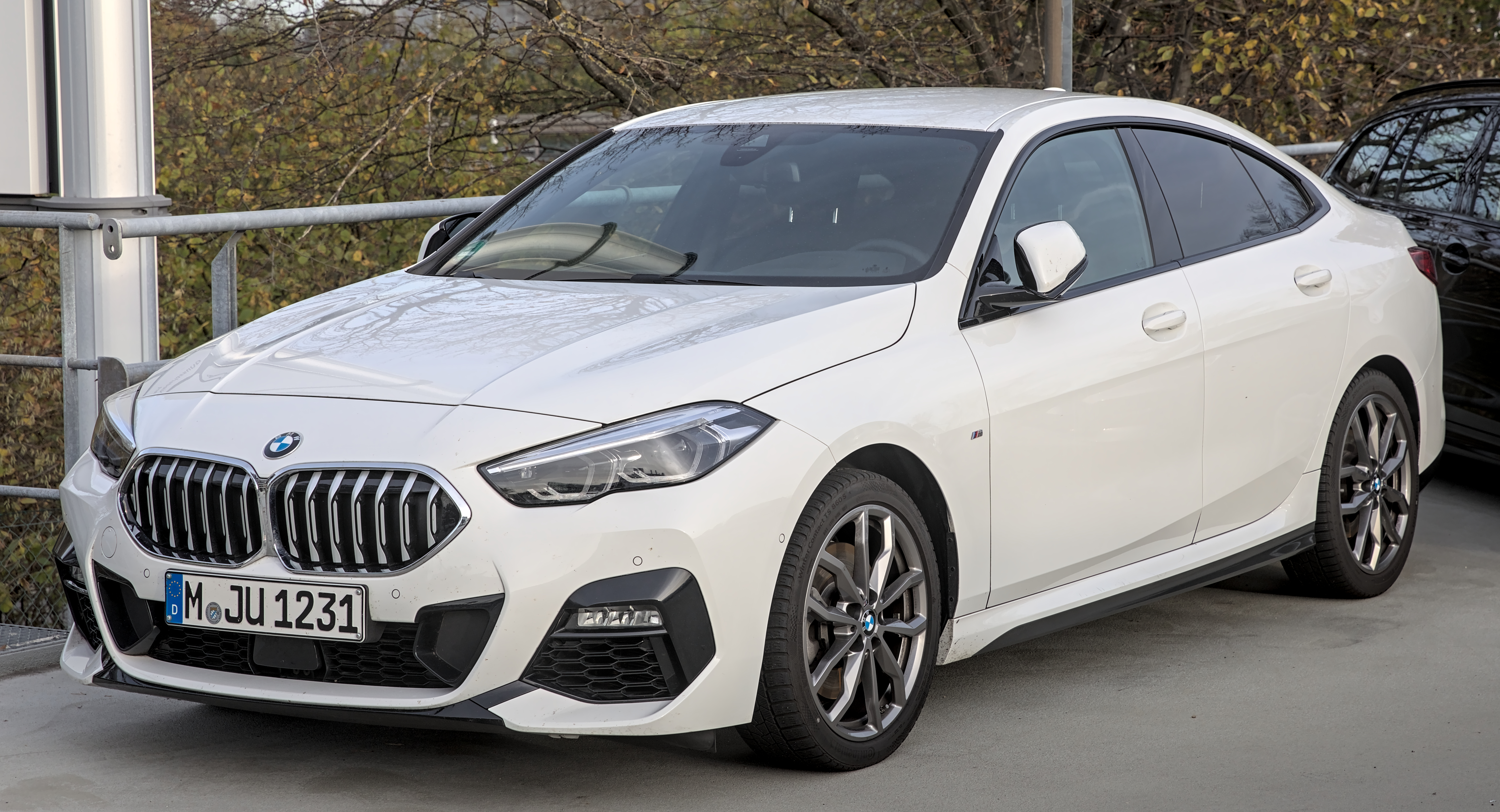
BMW F44 (2020–2024)
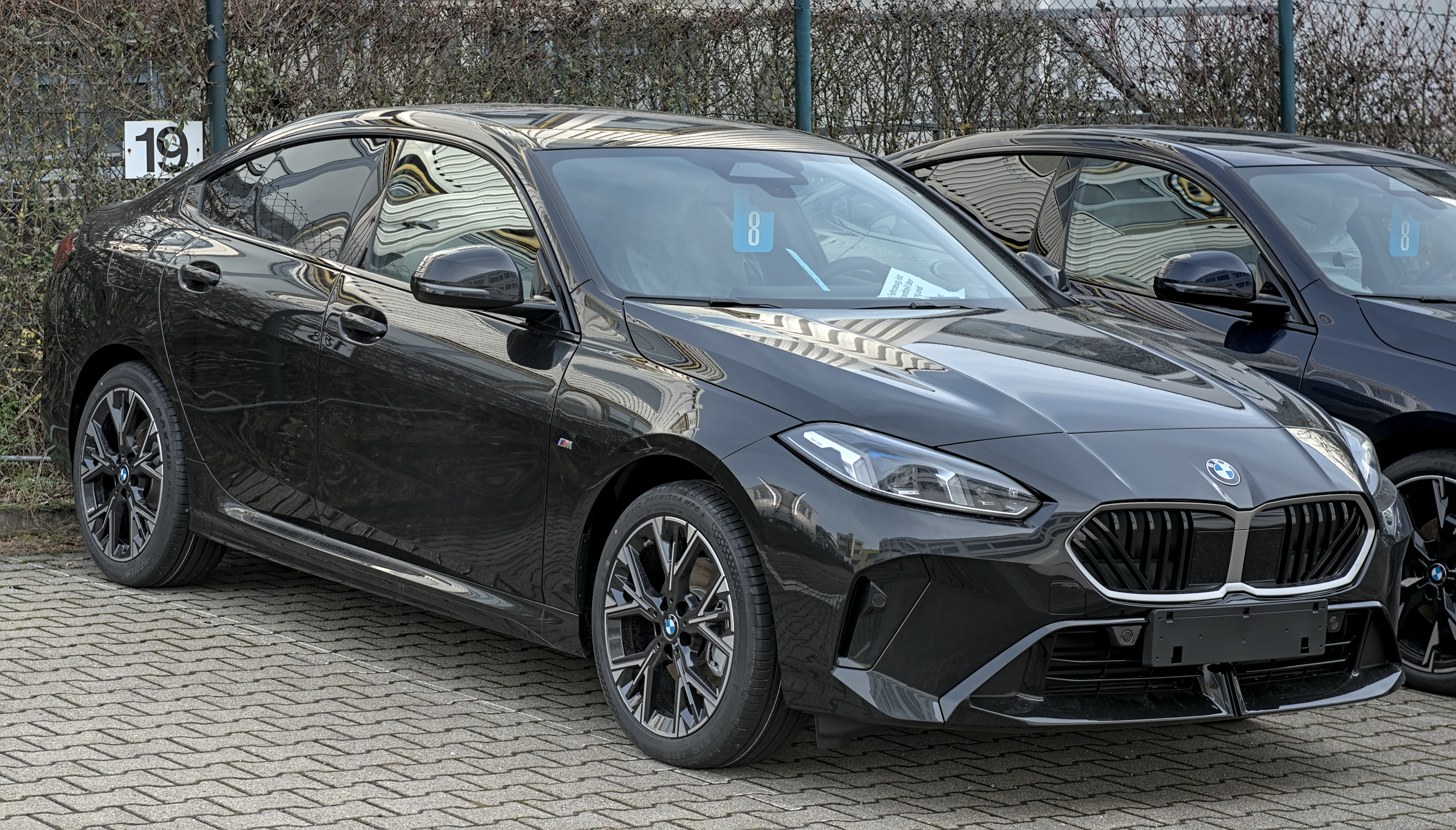
BMW F74 (seit 2025)